# Die Präsidentin (Roman)
Die Präsidentin. Roman eines Verbrechens ist ein Roman von Dieter Kühn. Er erschien erstmals 1973 im Suhrkamp Verlag.

## Handlung
Es wird die Geschichte von Marthe Hanau erzählt, die durch windige Geschäfte im Ersten Weltkrieg und in den 1920er Jahren ein Vermögen anhäuft und Teil der Pariser Oberschicht wird. Ihre Anleger informiert sie in der von ihr herausgegebenen Zeitschrift La Gazette du Franc und wirbt darin um Anleihen. Später bricht dieses System zusammen, und Marthe Hanau wird als Betrügerin verhaftet. Im Gefängnis begeht sie schließlich Suizid.
Besonderheit des Romans ist es, dass der Erzähler an mehreren Stellen sich direkt an den Leser wendet und den Schreibprozess darlegt.

## Kritik
„Was hier leger klingen soll, zeigt auch eine Gefahr der Methode: Der Werkstattbericht wird zum Selbstzweck und überlagert die Geschichte, die Kühn erzählt.“

### Ausgaben
- Die Präsidentin. Roman eines Verbrechens. Suhrkamp, Frankfurt am Main 1973, ISBN 3-518-03491-X.

### Sekundärliteratur
- Volker Hage: Die Wiederkehr des Erzählers. Neue deutsche Literatur der siebziger Jahre. Ullstein, Berlin, 1982, ISBN 3-548-34083-0.